# Aitor Luna
Aitor González Luna, lepiej znany jako Aitor Luna (ur. 18 września 1981 w Bergarze) – hiszpański aktor, brat aktora Yona Gonzáleza. Laureat nagrody Hiszpańskiego Związku Aktorów 2010 w kategorii najlepszy aktor drugoplanowy w telewizji za rolę Raúla Cortázara w serialu La 1 Gran Reserva (2010–2013).

## Filmografia

### Seriale
- 2005–2009: Paco i jego ludzie (Los hombres de Paco) jako Gonzalo Montoya
- 2009: La ira jako Miguel Rosales
- 2009: Días sin luz jako dziennikarz
- 2010–2013: Gran Reserva jako Raúl Cortázar
- 2012: La fuga jako Daniel Ochoa
- 2013: Las aventuras del Capitán Alatriste jako Diego Alatriste
- 2014: Cuéntame un cuento jako Iván Dorado „La bestia”
- 2015: Alatriste jako Diego Alatriste
- 2016: Velvet jako Humberto Santamaría
- 2017: Velvet Colección jako Humberto Santamaría
- 2018: Katedra w Barcelonie (La catedral del mar) jako Arnau Estanyol
- 2019: Królowa Południa (La reina del sur) jako Pedro Sorba
- 2020: Enemigo íntimo jako Martín Ustariz
- 2020–2021: Valeria jako Sergio

### Filmy
- 2009: Paco jako Paco 2
- 2015: Matar el tiempo jako Diego
- 2016: Moja piekarnia na Brooklynie (My Bakery in Brooklyn) jako Fernando
- 2018: Ostrzeżenie (El aviso) jako Pablo
- 2019: Cicha wojna (Sordo) jako kapitan Bosch
- 2020: Wyspa kłamstw (La isla de las mentiras) jako Tomás